# Ковалевський Олег Станіславович
Ковалевський Олег Станіславович — головний сержант, військовослужбовець Державної прикордонної служби України, учасник російсько-української війни, який загинув у ході російського вторгнення в Україну в 2022 році. 

## Життєпис
Народився 1975 року в селищі Стара Синява на Хмельниччині. Ніс військову службу в складі підрозділу Державної прикордонної служби України, обіймав посаду начальника відділення тилового забезпечення. Разом зі штаб-сержантом Геннадієм Івановим загинули в результаті авіаційного удару двома військовими літаками в перший день російського вторгнення 24 лютого 2022 року, під час виконання завдань на адміністративній межі з тимчасово окупованою територією АР Крим поблизу села Тарасівка Скадовського району на Херсонщині. Указом Президента України Володимира Зеленського обох прикордонників відзначено орденами «За мужність» III ступеня (посмертно). 
3 червня 2022 року начальник Хмельницької обласної військової адміністрації Сергій Гамалій спільно з ректором Національної академії генерал-майором Олександром Луцьким вручили державні нагороди родинам загиблих прикордонників.

## Родина
Залишилися батьки - пенсіонери та двоє дорослих синів. Не одружений.

## Нагороди
- орден «За мужність» III ступеня (2022, посмертно) — за особисту мужність і самовіддані дії, виявлені у захисті державного суверенітету та територіальної цілісності України, вірність військовій присязі.